# 애슐리 로런스 (축구 선수)
애슐리 엘리자베스 메리 로런스(영어: Ashley Elizabeth Marie Lawrence, 1995년 6월 11일 ~ )는 캐나다의 여자 축구 선수이다. 포지션은 풀백 또는 미드필더이다. 현재는 프랑스 디비지옹 1 페미닌의 파리 생제르맹 소속으로 뛰고 있다.

## 대학교 경력
로런스는 미국 웨스트버지니아 대학교 산하 여자 축구단인 웨스트버지니아 마운티니어스에서 팀의 공동 주장을 맡았다.

## 클럽 경력
로런스는 2013년에 토론토 레이디 링크스에 합류했다가 2014년에 오타와 퓨어리로 자리를 옮겼다. 2016년 6월에는 온타리오주 본을 연고로 하는 세미 프로 여자 축구 클럽인 본 아주리와 계약을 체결했다.
2017년 1월에 프랑스 디비지옹 1 페미닌 소속 여자 축구 클럽인 파리 생제르맹과 2019년까지의 계약을 체결했다. 2018년 12월에는 파리 생제르맹과의 계약을 연장했다.

## 국가대표 경력
로런스는 2013년 1월 12일에 중국 충칭에서 열린 중국과의 융촨 4개국 친선 여자 축구 대회 경기에 출전하면서 캐나다 여자 축구 국가대표팀 선수로 데뷔했다. 2016년 리우데자네이루 하계 올림픽에서는 캐나다의 여자 축구 동메달에 기여했다. 또한 캐나다에서 열린 2015년 FIFA 여자 월드컵, 프랑스에서 열린 2019년 FIFA 여자 월드컵에도 참가했다.
2021년 8월 2일에 일본 가시마에서 열린 미국과의 2020년 도쿄 하계 올림픽 준결승전에서 자신의 국가대표팀 100경기 출전 기록을 수립했다. 캐나다 여자 축구 국가대표팀은 스웨덴과의 결승전 경기에서 승부차기 끝에 승리를 따내면서 2020년 도쿄 하계 올림픽 여자 축구 금메달을 획득했다.

## 사생활
로런스의 어머니는 노바스코샤주 야머스 출신이고 아버지는 자메이카 출신이다.

## 수상

### 클럽
파리 생제르맹
- 디비지옹 1 페미닌 1회 우승 (2020-21)
- 쿠프 드 프랑스 페미닌 2회 우승 (2017-18, 2021-22)
- UEFA 여자 챔피언스리그 1회 준우승 (2016-17)

### 국가대표
- 2015년 중국 융촨 4개국 친선 여자 축구 대회 우승
- 2016년 알가르브컵 우승
- 2016년 리우데자네이루 하계 올림픽 여자 축구 동메달
- 2017년 알가르브컵 준우승
- 2020년 도쿄 하계 올림픽 여자 축구 금메달

### 개인
- 2011년 캐나다 올해의 U-17 여자 축구 선수 선정
- 2012년 캐나다 올해의 U-17 여자 축구 선수 선정
- 2016년 CONCACAF 올림픽 여자 축구 예선 챔피언십 베스트 일레븐 선정
- 2019년 캐나다 올해의 여자 축구 선수 선정
- 2021년 IFFHS(국제축구역사통계연맹) 올해의 여자 드림 팀 선정
- 2021년 IFFHS(국제축구역사통계연맹) 올해의 여자 CONCACAF 팀 선정